# Paul le Blon
Paul le Blon (ur. 9 lutego 1886, zm. 24 października 1958) – szermierz reprezentujący Belgię, uczestnik letnich igrzysk olimpijskich w Londynie w 1908 roku.